# 田中ロミオ
田中 ロミオ（たなか ロミオ、1973年6月6日 -）は、日本のゲームシナリオライター・小説家。主に美少女ゲームのシナリオを手がける。別ペンネームとして山田 一（やまだ はじめ）がある。

## 作風
『CROSS†CHANNEL』や『ユメミルクスリ』などに見られるように、世間や周囲と距離をとる生き方をする者、もしくはそうせざるをえない者が不器用ながらも誰かを思いやりながら生きていく姿を、コメディやSFを取り入れながら、時にシニカルに、時に暖かく書いているものが多い。
影響を受けた作家として、筒井康隆、大原まり子などのSF作家を挙げ、脚本家である野島伸司による影響も大きいと答えている。

## 別名義での活動
代表作である『CROSS†CHANNEL』のメッセサンオー特典において「業界で知らない人はいない超人気シナリオライター（諸事情でお名前は変わっていますが）が手がけた作品」という説明文が付けられたことや、当時まだデビューすらしていない無名の状態であったにもかかわらず、業界を代表する4人のシナリオライターによる『腐り姫』対談に参加していたことなどから、田中ロミオの正体については様々な憶測がなされた。
そうした中、かつてPBM運営会社であるエーアイ・スクウェアでの同僚であった神堂劾が2003年10月14日の日記で、『家族計画』などで一定の評価を得ていた山田一と田中ロミオが同一人物であることを示唆する文章を掲載、11月にはこの2人が同一人物であることを明記したことから、「田中ロミオ=山田一」説が一気に信憑性を増すものとなった。同月の日記で神堂は、自身がサーカスに社員として入ることになった際ペンネームを変更することになり、ロミオの件を引き合いに出してこういったことは業界としては通例なのかもしれないと述べている。また山田一のD.O.での同僚である水無神知宏もこの二人が同一人物であることをほのめかし、山田一が複数のライターによる合同の名義であるという噂を耳にした際にはmixiにて、家族計画は山田一（当時）が一人でライティングしていたのを同じ部屋で見ており氏が一人で一切を書き上げたことに疑いの余地はなく、加奈に関しても誤字脱字の訂正以外に他者の手が加わったことはなかったと直接間接に聞いているとして、これを否定した。
雑誌のインタビューにおいて、田中ロミオの作品と紹介されたものに山田一が手掛けたものが記載されるということもあり、PSP版星空☆ぷらねっと発売時には4Gamer.netで二人を同一人物として扱う記事が掲載された。また、『PC Angel neo』2010年6月号に掲載されたコラム「世相を斬らない!」37話では、自身がかつて山田某であったということを自らネタにすることもあった。
2014年に電撃オンラインのインタビューにてペンネーム変更の経緯を公表した。
ちなみに現在D.O.の公式HPでも田中ロミオと山田一が同一人物として扱われている。

## 作品

### 一般ゲーム
- 夏夢夜話（KID、小鳥ルート）
- I/O（レジスタ、企画原案）
- PIZZICATO POLKA 〜縁鎖現夜〜（KID、追加シナリオ担当）
- セカンドノベル 〜彼女の夏、15分の記憶〜（日本一ソフトウェア、『終わらない階段』）
- Rewrite（Key、共著）
- Rewrite Harvest festa!（Key、共著）
- 水平線まで何マイル? -ORIGINAL FLIGHT-（アルケミスト、追加シナリオ担当）
- 少女たちは荒野を目指す（みなとそふと）
- トライアンソロジー〜三面鏡の国のアリス〜（07th-Expansion）
- 終のステラ（Key）[11][12]

### ライトノベル
- 人類は衰退しました（2007年5月 - 2016年9月 ガガガ文庫 全9巻+外伝2巻）- イラスト：山﨑透・戸部淑
- AURA 〜魔竜院光牙最後の闘い〜（2008年7月 ガガガ文庫）- イラスト：mebae
- 灼熱の小早川さん（2011年9月 ガガガ文庫）- イラスト：西邑
- 犬と魔法のファンタジー（2015年7月 ガガガ文庫）- イラスト：えびら
- アウトロー・ワンダーランド 0（2016年4月 KADOKAWA）- イラスト：saitom、大岩ケンヂ
- マージナルナイト（2019年7月 - KADOKAWA 既刊1巻）- 企画・イラスト：樋上いたる

### エッセイ集
- 田中ロミオの世相を斬らない（2013年8月 - P-TEN BUNKO 既刊2巻）

### アダルトゲーム

#### 田中ロミオ名義
- CROSS†CHANNEL（FlyingShine）
- 神樹の館（Meteor、共著）
- 隣り妻（CALIGULA、シナリオ監修）
- 最果てのイマ（ザウス）
- ユメミルクスリ（rúf、企画）
- 雪影-setsuei-（Silver Bullet、企画原案）
- おたく☆まっしぐら（銀時計）
- Chanter -キミの歌がとどいたら-（テリオス、共著）
- 和香様の座する世界（みなとカーニバル、シナリオ）
- 彗星に願いを…（Sky-High feat.GIGA、企画）
- ラビリンスバインド（DMM.com）
- 霊長流離オクルトゥム（仮）（ブランド未定）

#### 山田一名義
- 加奈 〜いもうと〜（D.O.、原作・シナリオ）
- 星空ぷらねっと（D.O.、原作・シナリオ）
- 家族計画（D.O.、原作・シナリオ）
- 家族計画〜絆箱〜（D.O.、シナリオ）
- 家族計画 そしてまた家族計画を（D.O.、不明）
- 星空☆ぷらねっと 〜夢箱〜（D.O.、原作・シナリオ）
- ドーターメーカー（ふぉ〜ちゅん♪、シナリオ監修）
- ドーターメーカー2（高屋敷開発、原案・監修）
- 黒の図書館（ふぉ〜ちゅん♪、シナリオ監修）
- ピアノ〜紅楼館の隷嬢達〜（高屋敷開発、シナリオ監修）
- プレミアムアーカイブス 山田一（D.O.、2014年4月25日発売）
  - 収録作品:『加奈…おかえり!!』『星空☆ぷらねっと 〜夢箱〜』『家族計画〜追憶〜』『家族計画 そしてまた家族計画を』『黒の図書館』『ドーターメーカー 元気いっぱい』

### 漫画
- うるわし怪盗アリス（漫画：鈴見敦、アスキー・メディアワークス、ストーリー監修）
- ミサイルとプランクトン（漫画：筒井大志、『電撃大王』2013年11月号掲載、原作）

### テレビアニメ
- Rewrite（構成・脚本協力、魁と共同）